# Дервиш (Эривани)
«Дервиш» (азерб. Dərviş) — живописная работа азербайджанского художника XIX века Мирзы Кадыма Эривани, относящаяся к раннему периоду творчества художника. Выполнена маслом на стекле. Хранится в Национальном музее искусств Азербайджана в Баку.

## Описание
В инвентарной книге Музея искусств данная работа ошибочно была записана под названием «Мужчина». В настоящее время выставляется под названием «Дервиш». Дервиш изображен на зелёном фоне во весь рост. Торс дервиша изображён в фас, а лицо — в три четверти, ноги же — в полный профиль. Лицо дервиша молодое и безбородое с родинкой на правой щеке. По словам искусствоведа Натальи Миклашевской, оно имеет сходство с лицом танцовщицы, другой работой Эривани данного периода. Выразительность лицу, как отмечает Миклашевская, придают лукаво смотрящие глаза. Чёрные волосы дервиша гладко расчёсаны и спускаются на плечи.
Дервиш одет в красное джуббе. Воротник, башмаки, пояс и остроконечная шапка изображённого — зелёные; платье же и шапка отделаны золотом. Через правую руку дервиша перекинут полосатый шарф. В ней он держит «тэбэрзин». А в левой руке — кешкул. Эти предметы являются обязательными принадлежностями дервиша. В центре шапки арабским шрифтом вкомпоновано слово «Аллах».
Как отмечает Миклашевская, техника исполнения «Дервиша» аналогична работе Эривани на стекле «Танцовщица». Сохранность работы хорошая.